# Tetratheca affinis
Tetratheca affinis är en tvåhjärtbladig växtart som beskrevs av Stephan Ladislaus Endlicher. Tetratheca affinis ingår i släktet Tetratheca och familjen Elaeocarpaceae. Inga underarter finns listade i Catalogue of Life.